# Protobonellia nikitini
Protobonellia nikitini är en djurart som tillhör fylumet skedmaskar, och som beskrevs av Murina, V.V. 1976. Protobonellia nikitini ingår i släktet Protobonellia och familjen Bonelliidae. Inga underarter finns listade i Catalogue of Life.